# マッド・シン
マッド・シン（Mad Sin）は、1987年にドイツのベルリンで結成されたサイコビリー・バンド。

## ディスコグラフィ

### アルバム
- Chills and Thrills in a Drama of Mad Sins and Mystery (1988年)
- Distorted Dimensions (1990年)
- Amphigory (1991年)
- Break the Rules (1992年)
- A Ticket into Underworld (1993年)
- God Save the Sin (1996年)
- Sweet & Innocent?... Loud & Dirty! (1998年)
- 『サヴァイヴァル・オブ・ザ・シッケスト』 - Survival Of The Sickest (2002年)
- 『ティーチン・ザ・グッディーズ・アンド・モア!』 - Teachin' The Goodies ...And More! (2003年)
- 『ヤング・ダム&スノッティ〜ベスト・オブ・サイコティック・イヤーズ』 - Young, Dumb & Snotty - The Psychotic Years 1988-1993 (2004年)
- 『デッド・ムーンズ・コーリング』 - Dead Moon's Calling (2005年)
- 『ティーチン・ザ・グッディーズ』 - Teachin' the Goodies (2006年)
- 『トゥエンティー・イヤーズ・イン・シン・シン』 - 20 Years in Sin Sin (2007年)
- 『バーン・アンド・ライズ』 - Burn and Rise (2010年)
- 25 Years - Still Mad (2012年)
- Unbreakable (2020年)

## ビデオグラフィ
- "Scarred ol'heart"
- "All This and More" (1998年)
- "Cursed" (2010年)
- "Nine lives" (2012年)